# Піті (футболіст)
Франсіско Медіна Луна (ісп. Francisco Medina Luna, нар. 26 травня 1981, Реус), відомий як Піті (ісп. Piti) — іспанський футболіст, що грав на позиції нападника за низку іспанських та іноземних клубних команд, насамперед за «Райо Вальєкано».

## Ігрова кар'єра
Народився 26 травня 1981 року в Реусі. Вихованець футбольної школи клубу «Атлетіко Сегре».
У дорослому футболі дебютував 2001 року виступами за нижчолігову команду «Новелда». Згодом грав за «Таррегу» та «Реус», доки 2004 року не уклав контракт із клубом «Реал Сарагоса». Провівши сезон у складі «Реал Сарагоса Б», 2005 року був переведений до головної команди клубу, у якій, утім не закріпився. Був відданий в оренду до друголігового «Сьюдад де Мурсія», а 2006 року перейшов до іншого представника Сегунди «Еркулеса». 
2007 року приєднався до лав «Райо Вальєкано», на той час представника третього іспанського дивізіону. У новій команді нарешті почав демонструвати пристойну результативність і допоміг їй вже за результатами сезону 2007/08 підвищитися у класі до другого дивізіону, а 2011 року — й до найвищого. Залишався стабільним гравцем основного складу команди й на рівні Ла-Ліги, а в сезоні 2012/13 навіть встановив особистий рекорд результативності, забивши 18 голів в іграх чемпіонату.
Протягом 2013—2016 років грав у тій же Ла-Лізі за «Гранаду», після чого ненадовго повернувся до «Райо Вальєкано».
2917 раку вже досить віковий гравець знайшов варіант продовження кар'єри на Кіпрі, де пограв за АЕЛ, звідки того ж року перебрався до Греції, де виступав за «Ламію» та «Ларису». У 2019–2021 роках встиг пограти в Індії за «Джамшедпур» та на батьківщині за нижчоліговий «Атлетіко Пінто», після чого завершив кар'єру у тій же грецькій «Ламії».

## Титули і досягнення
- Володар Суперкубка Іспанії з футболу (1):

«Реал Сарагоса»: 2004